# The Commodores
The Commodores – amerykański zespół grający muzykę soul oraz funk, założony w 1970 roku. Do znanych utworów tej grupy należą ballady „Easy” i „Three Times a Lady”, a także rytmiczne „Brick House”, „Fancy Dancer” czy też „Slippery When Wet”. Wyłącznie instrumentalny „The Machine Gun” stał się z czasem rodzajem hymnu granego podczas imprez sportowych w USA. Niegdyś w skład zespołu wchodził obecny gwiazdor muzyki pop Lionel Richie.

## Dyskografia
- Machine Gun (1974)
- Caught in the Act (1975)
- Movin’ On (1975)
- Hot on the Tracks (1976)
- Commodores (1977)
- The Commodores Live! (1977)
- Natural High (1978)
- Midnight Magic (1979)
- Heroes (1980)
- In The Pocket (1981)
- Commodores 13 (1983)
- Nightshift (1985)
- United (1986)
- Rock Solid (1988)